# Volta Limburg Classic

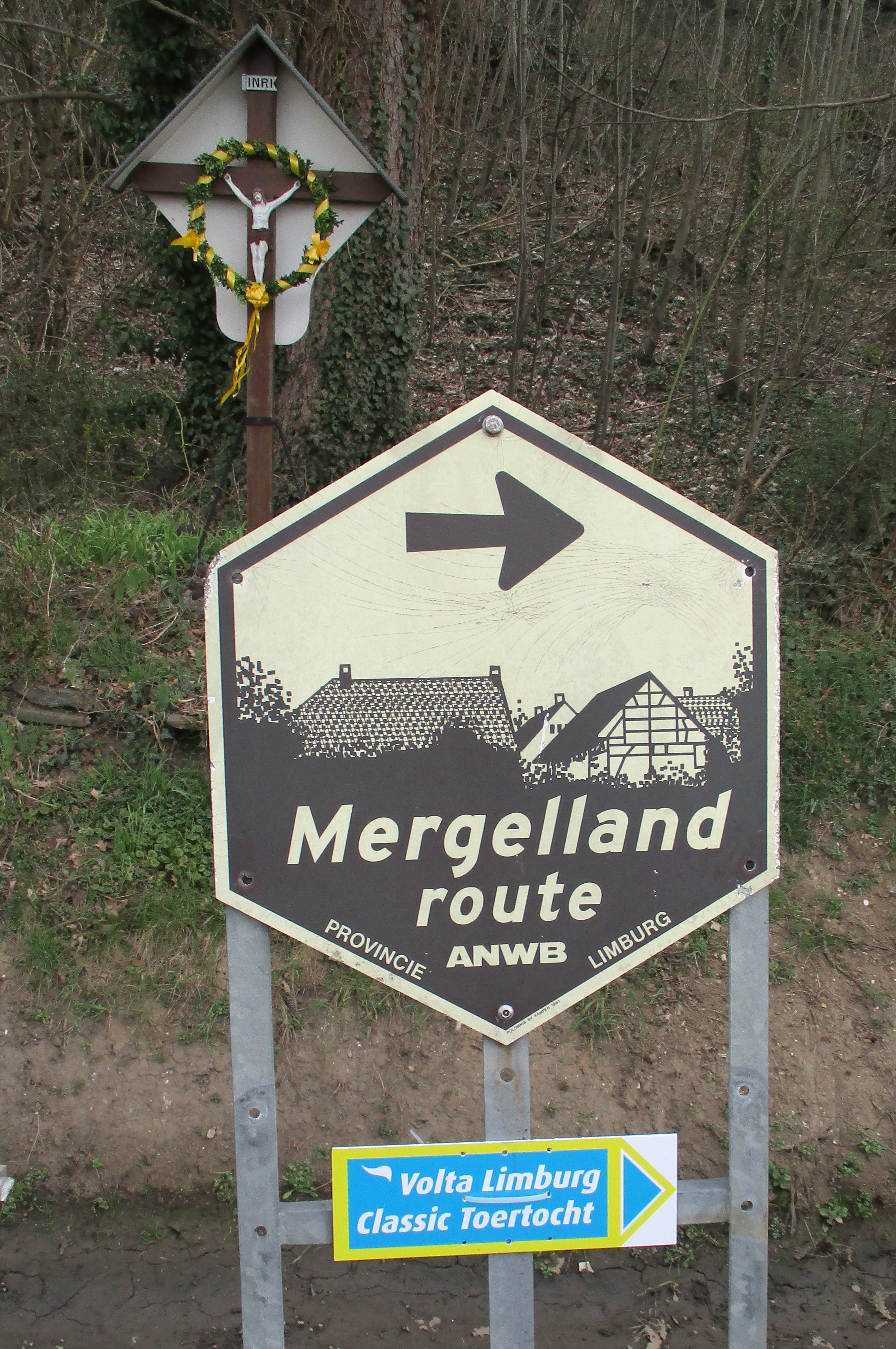

A Volta Limburg Classic (até 2012 chamada Hel van het Mergelland) é uma competição de ciclismo disputada na região de Mergelland, ao sul da província de Limburgo, nos Países Baixos.
A corrida foi criada em 1973, inicialmente como prova amador até ao ano 1992. Por isso, até 1992 quase todos os corredores eram holandeses (o pódium de todos esses anos foi preenchido por holandesess). Depois em 1993 converteu-se numa corrida do calendário UCI, na categoria 1.5 e corredores de outros países disputaram-se a corrida. Países, tais como, Bélgica, Alemanha, Itália, Suíça e outros. Ainda assim, nenhum corredor peninsular tem conseguido fazer pódio. Em 1998, o bilbaino Iñaki Barrenetxea disputou a corrida e apesar de trabalhar para seu líder que terminou terceiro, acabou numa posição meritoria (13.ª). Desde 2005 faz parte do UCI Europe Tour, dentro da categoria 1.1.
A saída e a chegada da corrida está situada na cidade de Eijsden.

## Palmarés
| Ano                                   | Vencedor                | Segundo              | Terceiro             |           |
| ------------------------------------- | ----------------------- | -------------------- | -------------------- | --------- |
| Hel van het Mergelland edições amador |                         |                      |                      |           |
| 1973                                  | Jan Spijker             | Johan van der Meer   | Frits Pirard         |           |
| 1974                                  | Toine van den Bunder    | Bert Pronk           | Mathieu Dohmen       |           |
| 1975                                  | Mathieu Dohmen          | Ad Tak               | Frits Pirard         |           |
| 1976                                  | Wil Van Helvoirt        | Leo van Vliet        | Toine van den Bunder |           |
| 1977                                  | Toine van den Bunder    | Gérard Mak           | Piet Van Der Kruys   |           |
| 1978                                  | Toine van den Bunder    | Bert Oosterbosch     | Herman Snoeijink     |           |
| 1979                                  | Herman Snoeijink        | Dries Klein          | Wies van Dongen      |           |
| 1980                                  | Pim Bosch               | Frank Moons          | Adri van der Poel    |           |
| 1981                                  | René Koppert            | Ron Snijders         | Jan de Nijs          |           |
| 1982                                  | Peter Hofland           | Leon Nevels          | Engelbert Van Horik  |           |
| 1983                                  | Jan Peels               | Bert Wekema          | Peter Damen          |           |
| 1984                                  | Chris Koppert           | Jean-Paul van Poppel | Nico Verhoeven       |           |
| 1985                                  | Stephan Räkers          | Anjo Van Loon        | Erik Breukink        |           |
| 1986                                  | Marc van Orsouw         | Eddy Schurer         | Rob Harmeling        |           |
| 1987                                  | Tom Cordes              | Johannes Draaijer    | Johnny Broers        |           |
| 1988                                  | Gerrit Möhlmann         | Theo Akkermans       | Stephan Räkers       |           |
| 1989                                  | Willem-Jan van Loenhout | Joost Van Adrichem   | Maarten den Bakker   |           |
| 1990                                  | Raymond Meijs           | Raymond Meijs        | Rob Mulders          |           |
| 1991                                  | Rob Compas              | Rob Mulders          | Tristan Hoffman      |           |
| 1992                                  | Martin van Steen        | Antoine Bok          | Bart Voskamp         |           |
| edições profissionais                 |                         |                      |                      |           |
| 1993                                  | Erwin Thijs             | Wim van de Meulenhof | Bennie Gosink        |           |
| 1994                                  | John van den Akker      | Rob Compas           | Paul Konongs         |           |
| 1995                                  | Max van Heeswijk        | John van den Akker   | Harm Jansen          |           |
| 1996                                  | Lucien de Louw          | Jan Boven            | Raymond Meijs        |           |
| 1997                                  | Raymond Meijs           | John Talen           | John van den Akker   |           |
| 1998                                  | Raymond Meijs           | Ralf Grabsch         | Hans De Meester      |           |
| 1999                                  | Raymond Meijs           | Michel Vanhaecke     | Ralf Grabsch         |           |
| 2000                                  | Bert Grabsch            | Dirk Müller          | David Moncoutié      |           |
| 2001 edição não realizada             |                         |                      |                      |           |
| 2002                                  | Corey Sweet             | Thierry De Groote    | Germ van der Burg    |           |
| 2003                                  | Wim Van Huffel          | Nico Sijmens         | Jens Heppner         |           |
| 2004                                  | Allan Johansen          | David Kopp           | Jens Heppner         |           |
| 2005                                  | Nico Sijmens            | Stefan Schumacher    | Maarten Wynants      |           |
| 2006                                  | Mijailo Jalilov         | Martijn Maaskant     | Bert Scheirlinckx    |           |
| 2007                                  | Nico Sijmens            | Sergey Lagutin       | Niki Terpstra        |           |
| 2008                                  | Tony Martin             | Adam Hansen          | Pieter Jacobs        |           |
| 2009                                  | Mauro Finetto           | Federico Canuti      | Wouter Mol           |           |
| 2010                                  | Yann Huguet             | Jos van Emden        | Domenik Klemme       |           |
| 2011                                  | Pim Ligthart            | Federico Canuti      | Samuel Dumoulin      |           |
| Volta Limburg Classic                 |                         |                      |                      |           |
| 2012                                  | Pavel Brutt             | Simon Geschke        | Daniel Schorn        |           |
| 2013                                  | Rüdiger Selig           | Sonny Colbrelli      | Paul Martens         |           |
| 2014                                  | Moreno Hofland          | Sonny Colbrelli      | Mauro Finetto        |           |
| 2015                                  | Stefan Küng             | Maciej Paterski      | Dylan Teuns          |           |
| 2016                                  | Floris Gerts            | Sonny Colbrelli      | Philippe Gilbert     |           |
| 2017                                  | Marco Canola            | Xandro Meurisse      | Nick van der Lijke   |           |
| 2018                                  | Jan Tratnik             | Marco Tizza          | Jimmy Janssens       |           |
| 2019                                  | Patrick Müller          | Justin Jules         | Ben Hermans          |           |
| 2020                                  | cancelado               | cancelado            | cancelado            | cancelado |
| 2021                                  | cancelado               | cancelado            | cancelado            | cancelado |
| 2022                                  | Arnaud De Lie           | Stefano Oldani       | Loïc Vliegen         |           |
| 2023                                  | Kaden Groves            | Maxim Van Gils       | Pascal Eenkhoorn     |           |
| 2024                                  | Timo Kielich            | Pascal Eenkhoorn     | Henri Uhlig          |           |
| 2025                                  |                         |                      |                      |           |

Fonte:

## Palmarés por países
| País          | Vitórias |
| ------------- | -------- |
| Países Baixos | 29       |
| Bélgica       | 5        |
| Alemanha      | 3        |
| Itália        | 2        |
| Suíça         | 2        |
| Austrália     | 1        |
| Dinamarca     | 1        |
| Ucrânia       | 1        |
| França        | 1        |
| Rússia        | 1        |
| Eslovênia     | 1        |